# Lathyrus saxatilis
Lathyrus saxatilis är en ärtväxtart som först beskrevs av Étienne Pierre Ventenat, och fick sitt nu gällande namn av Roberto de Visiani. Lathyrus saxatilis ingår i släktet vialer, och familjen ärtväxter. Inga underarter finns listade i Catalogue of Life.